# دولين (همبرات)
دولین (بالفارسية: دولین) هي قرية تقع في إيران في قسم همبرات الريفي.